# Headline News (Atomic Rooster)
Headline News è il settimo album in studio del gruppo rock britannico Atomic Rooster, pubblicato nel 1983.

## Tracce
Side 1
1. Hold Your Fire – 4:51
2. Headline News – 5:16
3. Taking a Chance – 3:08
4. Metal Minds – 4:27
5. Land of Freedom – 3:47

Side 2
1. Machine – 5:26
2. Dance of Death – 4:29
3. Carnival – 4:34
4. Time – 6:30

## Formazione
- Vincent Crane – organo Hammond, piano, tastiere, sintetizzatori, percussioni, basso, voce
- Paul Hammond – batteria, percussioni
- Bernie Tormé – chitarre
- David Gilmour – chitarre
- John Mizarolli – chitarre
- Jon Field – percussioni
- Jean Crane & Tareena Craze – cori